# Cuarto de dólar isabelino
El cuarto de dólar isabelino o  cuarto de dólar colombino es una moneda conmemorativa estadounidense acuñada por la Casa de Moneda de los Estados Unidos en la ceca de Filadelfia con motivo de la Exposición Mundial Colombina, celebrada en Chicago en 1893. 

## Origen
El Congreso de los Estados Unidos autorizó la emisión de la moneda a petición de la Junta de Mujeres Gerentes de la Exposición, encabezada por la dama de la aristocracia de Chicago Bertha Palmer. La junta deseaba que fuese una mujer quien diseñase la moneda y a tal fin contrató a la escultora Caroline Peddle. Sin embargo, los desencuentros entre la artista y los responsables de la Casa de la Moneda hicieron que fuese su jefe de grabado, Charles E. Barber, quien finalmente se hiciese responsable del diseño. 

## Características
El anverso del cuarto de dólar muestra a la reina Isabel I de Castilla, patrocinadora de los viajes de Colón al Nuevo Mundo, lo que le da el nombre a la moneda de cuarto de dólar isabelino (Isabella quarter). El reverso muestra una mujer arrodillada hilando lino, con una rueca en la mano izquierda y un huso en la mano derecha, como símbolo de la industria de las mujeres, y que está basado en un esbozo previo del grabador ayudante George T. Morgan.

## Contexto y marco legislativo
En agosto de 1892, el Congreso aprobó un edicto autorizando la venta de la primera moneda conmemorativa de los Estados Unidos, el conocido como «medio dólar colombino» para ser vendido por los organizadores de la Exposición Universal de Chicago, con el fin de recaudar fondos para su financiación. El acontecimiento había sido autorizado por el Congreso dos años antes.
En el marco de la organización se creó, paralelamente a la junta de administradores, una junta de administradoras. 
El reconocimiento formal de la Junta de Administradoras en la Exposición Mundial Colombina se incluyó en una ley de 1890, ante la insistencia de la abogada de las mujeres Susan B. Anthony, decidida a demostrar la utilidad de la participación femenina en la organización.
En este contexto, La Junta de Administradoras ideó la creación de una moneda conmemorativa para su comercialización en competencia con el medio dólar colombino aprobado por el Congreso en 1892, que ellas consideraban poco artístico. La aprobación del medio dólar no fue  sencilla y las mujeres decidieron esperar hasta la siguiente sesión del Congreso para realizar su solicitud formal. Bertha Palmer quería que las integrantes de la Junta tuviesen el mérito de ser las autoras de la primera moneda realmente hermosa y artística emitida por el Gobierno de los Estados Unidos.
En enero de 1893, Palmer se dirigió a la Comisión de asignaciones de la Cámara de Representantes para solicitar que el pago de 10.000 dólares  de los fondos ya designados para ser abonados a la Junta de Administradoras por el Gobierno Federal se realizase en forma de monedas conmemorativas de 25 centavos, que podrían venderse con un beneficio como medio de recaudación de fondos. 
El 3 de marzo de 1893, el Congreso aprobó una ley que autorizaba la acuñación de esta moneda, que debía ajustarse a las especificaciones técnicas y métricas de la moneda de un cuarto de dólar acuñada para la circulación ordinaria, y cuyo diseño quedaba a la consideración del secretario del Tesoro, con una tirada máxima de 40.000 ejemplares.

## Acogida
El diseño del cuarto de dólar colombino no tuvo una buena acogida por parte de la prensa numismática y su venta durante la exposición no fue satisfactoria, en parte debido a que su precio era de un dólar, igual que la moneda de medio dólar colombino, lo que hacía que esta última resultase más atractiva para el público. 
Las monedas se podían adquirir en el local de las mujeres y por correo, mientras que las de medio dólar de la Junta masculina se vendían en diferentes puntos. Se vendieron en torno a 15.000 monedas, de las que varios millares fueron adquiridas por la Scott Stamp and Coin Company. Casi la mitad de la producción autorizada, unas 15.809, fue devuelta a la Casa de Moneda para ser fundida de nuevo y unos miles más fueron adquiridos por su valor nominal por la Junta de Administradoras y puestas en el mercado a principios del siglo XX.